# 卓筒小井
卓筒小井位於四川省遂宁市大英县。1991年4月16日公佈為四川省第三批文物保護單位。2013年3月5日公佈為第七批全國重點文物保護單位。